# Cabine (trein)

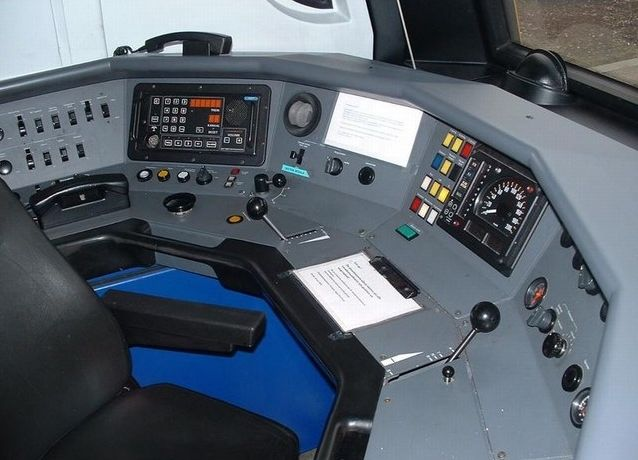
Een moderne stuurtafel in de cabine van een treinstel type DM'90

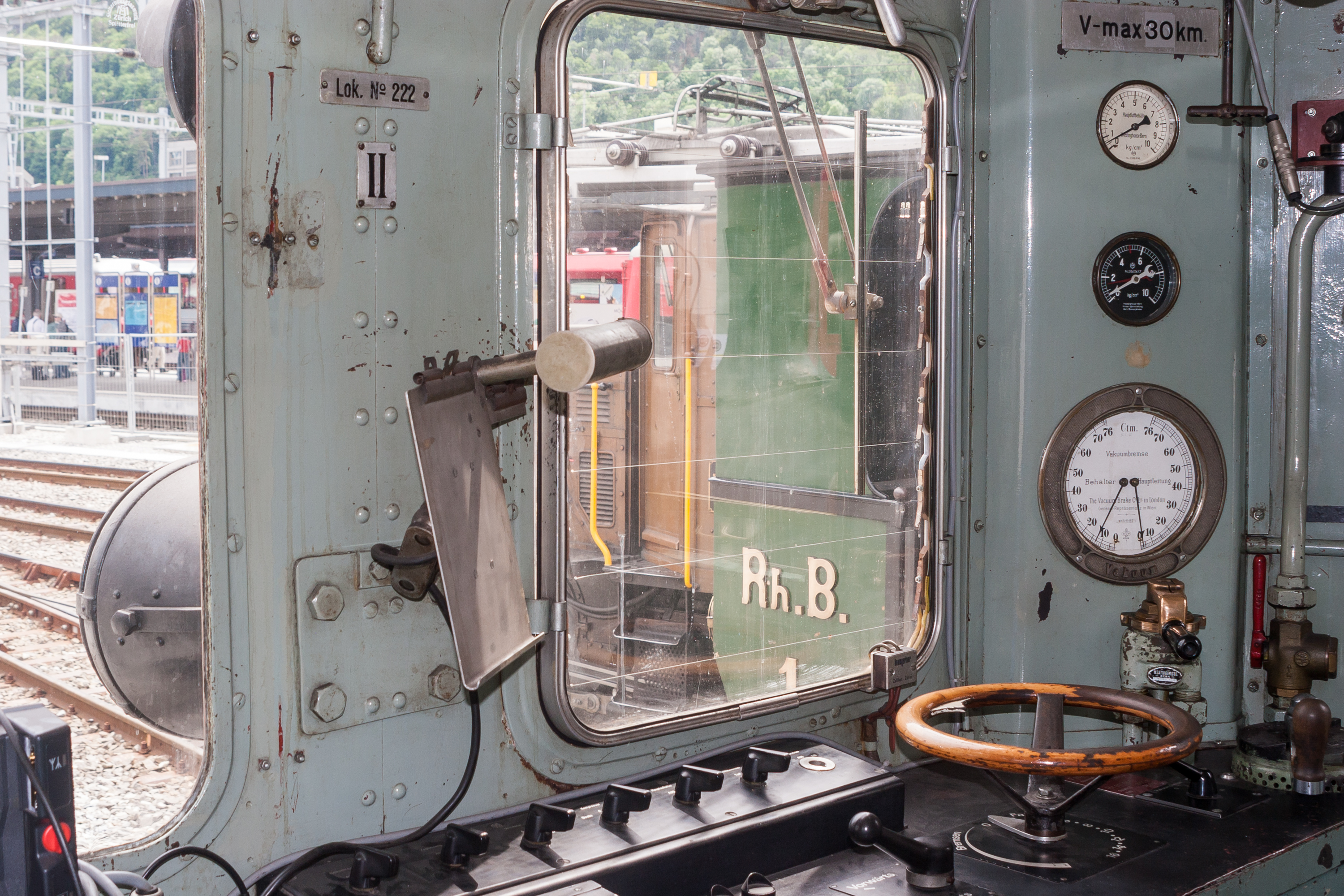
Treincabine van de Zwitserse RhB Ge 2/4 N° 222, gebouwd 1912/13

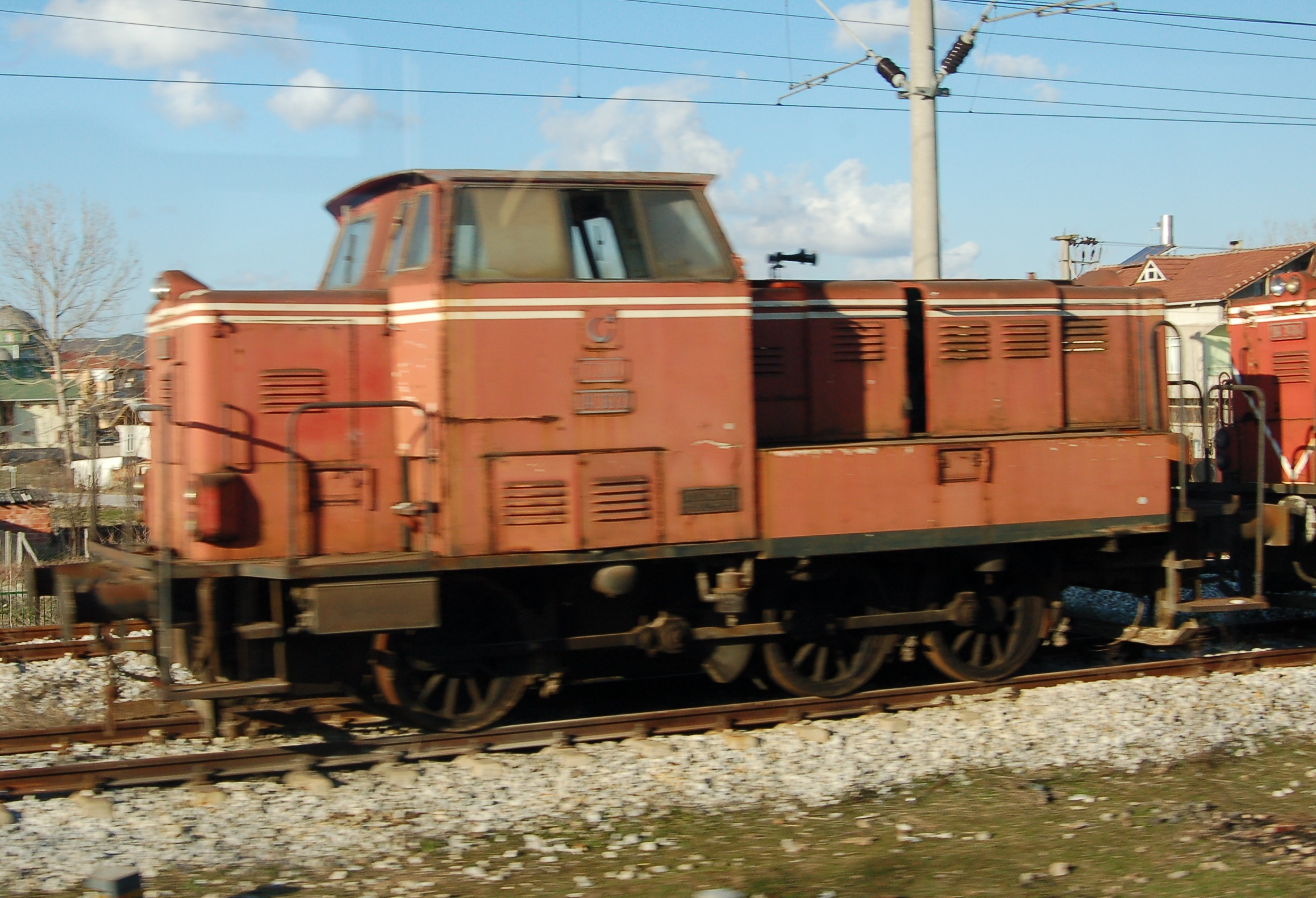
Een rangeerlocomotief heeft vaak maar een cabine, met uitzicht in beide richtingen.

Een cabine (Nederland) of stuurpost (België) van een trein is een afgesloten ruimte in een locomotief, treinstel of rijtuig voor het besturen van de trein. De bestuurder in de cabine wordt in Nederland machinist en in België treinbestuurder genoemd.
In spoorjargon wordt ook wel over de bok gesproken. Bij stoomlocomotieven spreekt men over machinistenhuis. In Nederland wordt de term stuurstand soms gebruikt bij trek-duwtreinen, voor de cabine in het stuurstandrijtuig. Een stuurstandrijtuig is het rijtuig dat aan de voorzijde van de trein rijdt als deze geduwd wordt.
In oudere treinen, vooral in stoomlocomotieven, zijn veel meters, schakelaars, en handels en kranen op uiteenlopende plaatsen in het machinistenhuis of de cabine aangebracht. In modern materieel is vrijwel alles overzichtelijk ondergebracht in een stuurtafel.
Een stoomlocomotief heeft een machinistenhuis. Veel rangeerlocomotieven en locomotieven voor goederentreinen hebben een cabine met zicht in twee richtingen en twee stuurtafels, voor elke richting een. De meeste locomotieven hebben twee stuurposten, en daartussen ligt een looppad langs de motor. Ook treinstellen en motorwagens beschikken over twee cabines.

## Veiligheid
Aan cabines worden steeds hogere veiligheidseisen gesteld. Het gaat dan om de veiligheid voor machinisten bij aanrijdingen. De veiligheidseisen gaan zo ver dat deze een grote invloed hebben op de vorm van de cabine, en dus voor de vorm van de voorzijde van de trein. Gevolg hiervan is dat treinen van verschillende fabrikanten soms toch sterk op elkaar lijken.